# Kap Shackleton
Kap Shackleton är en udde på ön Appaarsuit utanför Grönlands västkust. Den ligger i kommunen Qaasuitsup, 1 100 km norr om huvudstaden Nuuk.
Terrängen inåt land är kuperad åt nordost, men åt nordväst är den platt. Havet är nära Kap Shackleton västerut.  Det finns inga samhällen i närheten. 